# Караффа-дель-Б'янко
Караффа-дель-Б'янко (італ. Caraffa del Bianco, сиц. Caraffa del Bianco) — муніципалітет в Італії, у регіоні Калабрія,  метрополійне місто Реджо-Калабрія‎.
Караффа-дель-Б'янко розташована на відстані близько 530 км на південний схід від Рима, 100 км на південний захід від Катандзаро, 37 км на схід від Реджо-Калабрії.
Населення — 539 осіб (2014).
Щорічний фестиваль відбувається 8 серпня. Покровитель — Madonna degli Angeli.

## Демографія
Населення за роками:

Станом на 1 січня 2023 року в муніципалітеті офіційно проживало 17 іноземців з 5 країн, серед них 9 громадян країн Євросоюзу.

## Сусідні муніципалітети
- Б'янко
- Казіньяна
- Само
- Сант'Агата-дель-Б'янко